# 红岩
《红岩》是一部反映重庆在第二次国共内战时期，中国共产党党员在重庆地下工作的小说，其中的部分素材有其历史原型。

## 概述

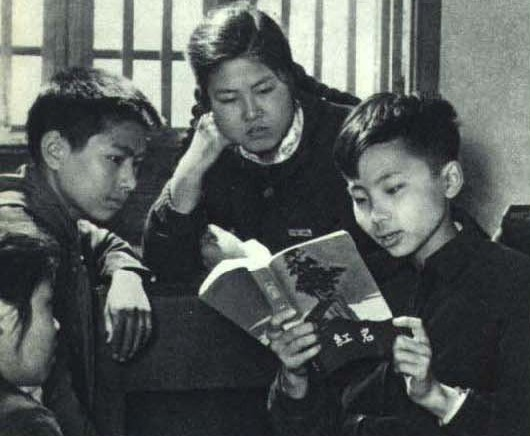
1963年当年最畅销小说《红岩》

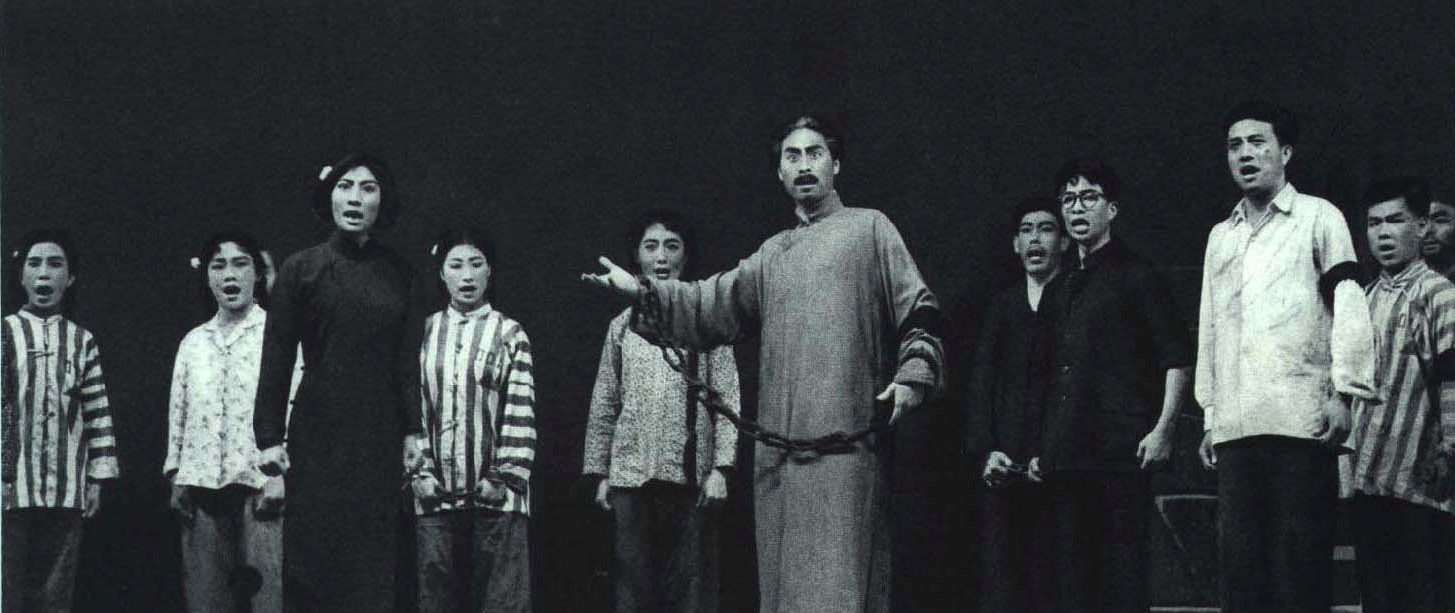
1964年戏剧红岩

1961年12月，由中国青年出版社正式出版，此书重印98次，册数则超过了一千万。被列为红色经典作品，轰动一时，曾先后被改编为1965年北京电影厂电影《烈火中永生》及电视剧《红岩》（1984年）、《红岩》（1999年）和《烈火红岩》（2010年）。
作品中也提及中美合作所与对共产党党员的屠杀。作品中將实为中美合作的情報機關「中美合作所」描寫成特務機構並不符合史實，但是国民党撤离重庆前夕屠杀共产党员的情节符合史实。
其中所塑造的主要人物形象有：
- 江姐
- 许云峰
- 小萝卜头
- 双枪老太婆

## 主要人物原型
- 江雪琴——江竹筠
- 孙明霞——曾紫霞
- 李青竹——李青林
- 许云峰——许建业
- 齐晓轩——许晓轩
- 余新江——余祖胜
- 彭松涛——彭咏梧
- 刘思扬——刘国鋕
- 龙光华——龙光章
- 黄以声——黄显声
- 陈松林——陈柏林
- 蓝胡子——蓝蒂裕
- 老大哥——唐虚谷
- 丁长发——丁地平
- 华子良——韩子栋
- 老石同志——王璞
- 成岗——陈然
- 胡浩——宣灏
- 小萝卜头——宋振中

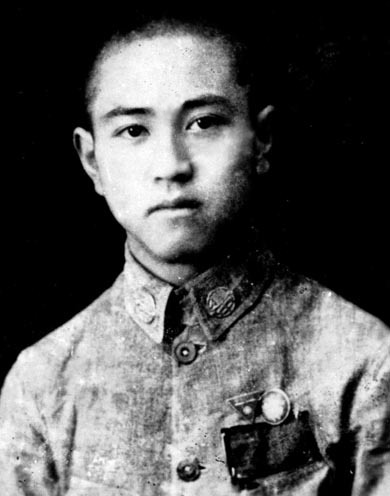
刘国鋕

- 双枪老太婆——刘隆华、陈联诗、邓惠中（并非国军抗日游击队领袖赵洪文国）
- 甫志高——刘国定、冉益智、李文祥、涂孝文等
- 徐鹏飞——徐远举
- 严醉——沈醉
- 渣滓洞看守长“猩猩”——李岩
- 白公馆看守长“猫头鹰”——杨进兴
- 黎纪纲——曾纪纲